# Николай I (Русия)
Вижте пояснителната страница за други личности с името Николай I.
Николай I Павлович (на руски: Николай I Павлович) е император на Русия и велик княз на Финландия от 1825 до 1855 и цар на Полша от 1825 до 1831. Той е третият син на Павел I и наследява най-големия си брат Александър I. Управлението му се характеризира с авторитарност и консерватизъм, както по отношение на вътрешната политика, така и по отношение на външната политика. Наследен е от сина си Александър II.

## Биография
Николай I Павлович Романов е роден в град Гатчина на 6 юли (25 юни 1796 г.). Той е третият син на император Павел I и императрица Мария Фьодоровна и е по-малкият брат на император Александър I и на великия княз Константин Павлович Романов. Тъй като е най-малкият от синовете на император Павел I, Николай никога не е възпитаван и обучаван за император и наследник на трона, а получава своето образование, докато служи в армията. Когато през 1825 г. Александър I умира, без да остави свои наследници, брат му Константин е логичният наследник на трона. От 9 декември до 25 декември 1825 г. руските официални държавни органи признават Константин за император и самодържец всерусийски Константин I, но той фактически никога не изпълнява тази длъжност, тъй като официално се отказва да наследи руския престол още преди смъртта на император Александър I. Така през 1825 г. Николай наследява брат си и се възкачва на руския престол.
През 1817 г. Николай се жени за своята втора братовчедка пруската принцеса Фредерика Луиза Вилхелмина Шарлота Пруска (* 13 юли 1798; † 1 ноември 1860), четвъртото дете на Фридрих Вилхелм III, крал на Прусия, и Луиза фон Мекленбург-Щрелиц. След брака си с Николай I приема православното име Александра. Двамата имат седем деца:
| Име                           | Раждане | Смърт | Бележки |
| ----------------------------- | ------- | ----- | --- |
| Александър II                 | 1818    | 1881  | император на Русия; женен за Мария фон Хесен-Дармщад                                                             |
| Мария Николаевна              | 1819    | 1876  | омъжена за Максимилиан дьо Боарне (бракът е признат от баща ѝ за равнопоставен) и повторно за Григорий Строганов |
| Олга Николаевна Вюртембергска | 1822    | 1892  | омъжена за Карл I, крал на Вюртемберг                                                                            |
| Александра Николаевна         | 1825    | 1844  | омъжена за Фридрих, ландграф на Хесен-Касел                                                                      |
| Константин Николаевич         | 1827    | 1892  | женен за Александра фон Сакс-Алтенбург                                                                           |
| Николай Николаевич            | 1831    | 1891  | женен за Александра фон Олденбург                                                                                |
| Михаил Николаевич             | 1832    | 1909  | женен за Сесилия фон Баден                                                                                       |

Управлението на Николай I продължава от 1825 г. до смъртта му през март 1855 г. Според някои историци Николай се самоубива, тъй като не може да понесе неизбежното поражение на Русия по време на Кримската война, според други – умира, след като заболява тежко от грип. Наследен е от първородния си син Александър II.

## Вътрешна политика

### Консерватизъм
Още в първите дни от управлението си Николай I се сблъсква с Декабристкото въстание. Това антицарско въстание, имащо за цел реформирането на имперска Русия в република и свалянето на Николай от трона, подтиква руския император към засилване на традиционния руски авторитаризъм. През 1833 министърът на просветата Сергей Уваров обявява водещите принципи на правителството – „самодържавие, православие и народност“. Принципът на самодържавието цели да утвърди и да поддържа абсолютната власт на монарха, която е възприета като основа на Руската държава. Принципът на православието утвърждава Руската църква и религия и тяхната огромна роля в Русия. Принципът на народност представлява идеята за особения характер на руската нация, който играе изключително важна роля за подкрепянето на властта и управляващата династия. Руският народ трябва да покаже своята вярност към неограничената власт на руския император, към традициите на Руската православна църква и към руската народност. Николай установява един крайно репресивен режим, който се основава на военния ред и дисциплина. Тайната полиция изгражда широка мрежа от информатори, цензурата става по-строга, засилва се държавният контрол в образованието, издателската дейност и целия обществен живот. И за управлението на своята империя, Николай решава да се опре не на съществуващите вече държавни институции като Комитета на министрите или Държавния съвет, а на специални бюрократични апарати, които съществуват извън официалните държавни институции. Тези специални бюрократични апарати са така наречените Комитети и Личната канцелария на Негово Величество.

### Комитети
Специалните комитети, с чиято помощ управлява Николай I, вършат своята работа в пълна тайна и тъй като съществуват извън нормалния държавен апарат, внасят още повече усложнения и объркване в огромната администрация на империята. Императорът избира лично членовете на тези комитети сред най-близките си поддръжници. Сред някои от тези комитети са: комитетът по образованието, комитетът по отмяната на крепостничеството, комитетът по общинската реформа. Първият и един от най-важните такива комитети е този, създаден на 6 декември 1826 г. Задачата на държавниците, участващи в този комитет, е да бъдат проучени всички документи и проекти, оставени от Александър I, да бъдат разгледани всички важни аспекти на управлението и на социалната организация на руската държава и да се дадат предложения за подобрение на тези аспекти. Но, тъй като комитетът е твърде консервативен във вижданията си, на практика не допуска никаква съществена промяна и не води до никакви подобрения. Въпреки че Николай I често взема лично участие в комитетите, тяхната работа практически се оказва безполезна, тъй като не води до реално решаване на проблемите и невъзможността на един комитет да се справи със задачата си води до създаването на друг. Например, по време на управлението на Николай има 9 комитета, които се занимават с въпроса за крепостното право.

### Личната канцелария на Негово Величество
В управлението си Николай I се опира също така и на така наречената Лична канцелария на Негово Величество, която се оказва донякъде по-ефективна от комитетите. Работата на Личната канцелария на Негово Величество е да се занимава с въпроси, които изискват личната намеса на императора, и да следи за изпълнението на заповедите му. Разделена е на шест отдела. Първият отдел се занимава с въпроси, изискващи личната намеса на императора, и с наблюдението на изпълнението на заповедите му. Вторият отдел се занимава с кодификацията на законите; начело на този отдел стои Михаил Михайлович Сперански. Третият отдел, създаден през 1826 г., се занимава с управлението на жандармерийския корпус; този отдел представлява политическата полиция, натоварена със задачата да следи и наблюдава руснаците и всички аспекти на техния живот; отделът действа като основния инструмент срещу подривната и революционна дейност, следи дейността на администрацията, защитава и следи за изпълнението на принципите на правителството на Николай I, контролира и налага цензура върху пресата; начело на отдела близо 20 години стои генерал Александър Бенкендорф. Четвъртият отдел се занимава с ръководенето на институциите, занимаващи се с благотворителност, и на учебните заведения, които са под юрисдикцията на императрицата. Петият отдел се занимава с подобряването на положението на държавните селяни; начело на отдела стои генерал Павел Кисельов; по-късно този отдел е заменен от Министерството на държавните имоти. Шестият отдел се занимава с изготвянето на административен план за Задкавказието.

### Законодателни реформи
Желанието на Николай I е да избистри и организира руските закони, тъй като руската държава все още се опира на законите на цар Алексей, датиращи от 1649 г., включително и на голяма част болярски укази и разпоредби. Началото на реформата в кодификацията на руските закони е положено от Втори отдел на Личната канцелария на Негово Величество чрез публикуването на пълен сборник на законите през 1830 г., последвано от приемането на Граждански кодекс и Наказателен кодекс.
По отношение на въпроса за крепостничеството ограничеността на Николай I и неговата администрация в подхода им към реформите се проявява много ярко. Императорът не одобрява крепостничеството, тъй като си дава ясна сметка за нищетата, до която то води, и се опасява от въстание на крепостните селяни. Но от друга страна, отказва да издаде декрет, с който крепостничеството да бъде напълно премахнато, за да не предизвика неодобрението на аристокрацията. Реформите, направени по отношение на въпроса за крепостничеството, са минимални: мерките, взети от короната в полза на крепостните селяни, имат за цел да ги предпазят само от крайни форми на злоупотреба, като и им се разрешава да откупят свободата си в случай, че имението на господарите им е продадено за дългове.
Въпреки че Николай I и неговото правителство не успяват да направят основни реформи в държавата, в някои сфери са извършени важни промени. Новият кодекс за държавните селяни, въпреки многобройните си недостатъци, представлява огромно постижение и един съвсем нов етап за руското законодателство.
Но след 1848 г. дори най-ограничените реформи стават немислими. Николай I се превръща в абсолютен консерватор. Цензурата достига невероятни размери, а развитието в литературата и обществената мисъл е на практика задушено.

## Външна политика

### „Жандармът на Европа“
Във външната политика Николай I действа като защитник на легитимизма и противник на революционните движения. Предложенията му за помощ срещу тях, приети в няколко случая, му донасят прозвището „Жандарма на Европа“. В идеите си за външната политика руският император е силно повлиян от австрийския посланик Шарл-Луи дьо Фикелмонт, консерватор и близък приятел на Клеменс фон Метерних. Следвайки вижданията на тези двама видни консерватори, през 1830 година Николай I отказва да признае суверенитета на Белгия, тъй като го смята за нарушаване на териториалните клаузи на Виенския конгрес. По същия начин отказва да признае и режима на Луи-Филип във Франция. След като не получава международна подкрепа, руският император е принуден да приеме новото статукво, но забавя ратификацията на Лондонския договор с няколко месеца и избягва установяването на дипломатически отношения с новата държава до 1852 година.
По отношение на държавите от Западна Европа външната политика, водена от Николай I, не променя международното положение на Русия. Руската империя запазва своята водеща роля в Европа. Русия е желан партньор и добър съюзник, който разполага с много силна армия. Империята на Николай I представлява гарант за европейския мир и стабилна опора на монархическите режими. Виенската система, в която основна роля играе и Русия, осигурява европейското спокойствие от големи войни за близо половин век. Николай I поддържа добрите отношения на своята държава с Австрийската империя и Прусия, виждайки в това гаранция за стабилността и спокойствието в Европа.
Но успехът на революциите във Франция и Белгия от юли-август 1830 година предизвиква вълнения и бунтове в подвластното на руския император Полско кралство. През есента на 1830 година там избухва Ноемврийското въстание. Полското въстание цели да постигне независимост, разчитайки най-вече на Англия и Франция. Проведените преговори обаче показват, че двете представителки на Великите сили не искат влошаване на отношенията с Русия и се обявяват за запазване условията на Виенския конгрес от 1815 година. Полското правителство приема акт, според който Николай I вече не е законен император на Русия. Но полските патриоти не успяват да постигнат съгласие помежду си по въпросите за бъдещето на независима Полша. Тези вътрешни противоречия, както и липсата на подкрепа от страна на Англия и Франция, позволяват на руснаците, под командването на генерал Паскевич, да смажат Полското въстание. В Полската държава започва процес на „нормализация“, ръководен от Паскевич, който е провъзгласен от руския двор за вицекрал на Полша: конституцията е заменена от органически статут, който прави Полша неделима част от Руската империя, имотите на участвалите във въстанието са иззети, висшите учебни заведения са затворени, а земите на църквата са секуларизирани. Полската държава става изцяло управлявана от Русия и напълно подчинена на Руската империя.
Събитията от 1830 г. подтикват Николай I към сключването на нов съюз с Австрия и Прусия и през 1833 година Русия, Прусия и Австрийската империя подписват Берлинското споразумение, което им дава „правото на намеса“: трите държави се задължават да си помагат взаимно при вътрешни безредици или външнополитически заплахи от четвърта страна. През същата година Русия и Австрийската империя подписват втора Мюнхенгрецка конвенция, която съдържа клаузи за военна помощ в случай на повторно въстание на поляците.
През 1846 година Руската империя провежда военна „намеса“ с цел да потуши избухналото въстание в Краков и Николай I успява да убеди австрийския император, че тази последна свободна част от Полша трябва да бъде присъединена към империята на Хабсбургите.
През 1848 година революционни действия избухват на няколко централни места в Европа. Февруарската революция във Франция поставя началото на нова борба между стария монархически ред и новия свят. Николай I остава ревностен защитник на легитимизма, но в този момент самодържавието няма нито един надежден съюзник в Европа и установеният на континента досегашен ред започва да се разпада. Приближаването на революцията към руските граници кара Николай I да вземе незабавни мерки. През юли 1848 година той нарежда да се потуши въстанието на румънските княжества в Молдова и Влахия, като действа от името на Русия и на Османската империя срещу освободителното национално движение на румънците.
През пролетта на 1849 година, по молба на австрийския император Франц Йосиф, Николай I предприема „намеса“ в Унгарската република и потушава Унгарското въстание, спасявайки по този начин Австрийската империя от разпад.
Събитията от 1848 – 1849 година на практика представляват края на приетите на Виенския конгрес клаузи. Следват години на ново преразпределение на силите, което завършва малко след Кримската война. Антиреволюционните виждания на Николай I и предприетата на няколко пъти от него „намеса“ срещу въстанията за независимост са причината да му бъде дадено прозвището „Жандарма на Европа“.

### Войната с Персия
Малко след възкачването на Николай I на престола, Руската империя започва война срещу Персия. Войната продължава от юни 1826 г. до февруари 1828 г. и е безапелационно спечелена от руските войски, водени от ген. Паскевич. Договорът от Туркманчай, сключен от двете държави, дава на Русия правата върху няколко арменски провинции: Ереван, Нагорни Карабах и Нахичеван; договорът предоставя на Руската империя изключителното право да държи военен флот в Каспийско море, също така Русия получава търговски предимства и Персия се задължава да изплати огромно обезщетение. Мирният договор позволява на персийските арменци да емигрират в руската част на Армения и 35 000 персийски арменци емигрират в Русия.

### Борбата срещу кавказките планинци
Правителството на Николай I иска веднъж и завинаги да присъедини към Руската империя провинциите от несъществуващото вече Грузинско царство, намиращи се под властта на племенни вождове. Задачата по присъединяването е възложена на генерал Алексей Ермолов. Планът на руския генерал е да покори Кавказ, но руската армия се оказва победена на няколко пъти. През 1834 г. чеченският имам Шамил обявява свещена война и застава начело на въстание, обединяващо чеченци и дагестански планинци, изповядващи исляма. Руснаците се отказват от плана за покоряване на Кавказ, като се ограничават с издигането на няколко крепости, чиято цел е да следят за сигурността на руските връзки с Грузия.

### Противоречивата политика спрямо Османската империя
Русия се намесва в международната криза, чието начало е поставено от гръцкото въстание срещу Османската империя през 1821 г., и застава на страната на гърците. Николай I е твърдо решен да защитава правата на православните християни на Балканите.
През март 1826 г. руският император поставя ултиматум на Високата порта да приложи в Сърбия, Молдова и Влашко условията на Договора от Букурещ, пописан през 1812 г., и през октомври 1826 година Николай I подписва с турското правителство Акерманската конвенция, която предвижда автономия на Молдова и Влахия, осигурява конституция на Сърбия и потвърждава договора от 1812 г., който осигурява преминаването на руски търговски кораби през проливите.
Франция, Великобритания и Русия правят блокада на гръцкото крайбрежие и унищожават турския флот в битката при Наварин. Османското правителство се възползва от възможността да денонсира Акерманската конвенция, което през 1828 г. кара Русия да обяви война на Високата порта. Руските войски стигат до Константинопол и принуждават турското правителство да подпише през 1829 г. Одринския мирен договор. Русия получава устията на Дунав, както и територии в Кавказ, дунавските провинции Молдова и Влахия получават автономия и преминават под протектората на Руската империя. В допълнение, преминаването на руските кораби през проливите е гарантирано и Турция е задължена да плати плати голямо обезщетение.
По искане на султан Махмуд II, през 1832 г. Русия се намесва за потушаването на бунта на египетския паша Мохамед Али и на следващата година Николай I подписва Ункярискелесийския договор, сключен за период от осем години, чрез който Руската империя става гарант на независимостта на Османската империя и се задължава да ѝ предоставя войски, необходими ѝ да осигури защитата си, и в замяна на това получава изгодни условия за плаване в проливите, според които по нейно искане султанът трябва да не допуска военни кораби на други европейски държави да преминават през Босфора и Дарданелите.
От средата на деветнадесети век, присъствието в Източна Европа на Османската империя отслабва – руски дипломати говорят за Високата порта като за „болния човек на Европа“ и този въпрос се превръща в основна грижа на западните правителства. Великобритания и Франция се страхуват от руски протекторат над Османската империя и насърчават султана да се съпротивлява на този натиск. С Конвенцията от Лондон, подписана през 1841 г., Великобритания и Франция налагат своя контрол над проливите и забраняват на която и да е сила, включително и Русия, да изпраща военни кораби в тези проливи.

### Кримската война
Кримската война успява да извади на показ слабостите в организацията на Руската империя. Началото на войната е поставено от започналия през 1850 г. в Палестина спор между католици и православни християни за правата върху Светите места за поклонение. През 1852 г. руското правителство, заявявайки, че православното духовенство е несправедливо изгонено, решава да се намеси, използвайки турското правителство. Османците се съгласяват да признаят правата на многобройното православно население в империята, но отказват да подкрепят намесата на Русия в полза на православните поданици на Османската империя, тъй като това би представлявало нарушение на османския суверенитет.
В резултат на това Русия окупира Дунавските княжества като обезпечение и унищожава турския флот при Синоп в Черно море. Поради отказа на Русия да напусне Влашко и Молдова, османското правителство обявява война на Русия през ноември 1853. Изправени пред тази заплаха за баланса на силите в случай на разпадане на Османската империя, Великобритания и Франция се присъединяват към османците и също обявяват война на Русия през март 1854. В същото време Австрия предлага на Османската империя дипломатическа подкрепа, а Прусия взема решението да остане неутрална, като по този начин оставя Русия без съюзници на континента.
Основните битки се водят в Крим. След поражението на руската армия при Алма, започва обсадата на военноморската база Севастопол, предвождана от френско-британски сили. След една година на тежки сражения Севастопол пада. Император Николай I умира преди Севастопол да бъде завзет от противниците на Русия, но руският монарх вече е признал провала на режима. В този момент Русия се оказва изправена пред избора да започне сериозни реформи, или да загуби статута си на основна европейска сила.
Съюзниците, подкрепяни от Австрия на дипломатическия фронт, се стремят да бъде постигнат мир и внезапната смърт на руския император Николай I на 2 март 1855 г. ускорява процеса. Парижкият мирен договор, подписан през февруари-март 1856 г., установява поражението на Русия и слага край на нейната политика на Балканите. Парижкият мирен фоговор тържествено потвърждава независимостта и целостта на Османската империя, обявява Черно море за неутрална територия и осигурява международното корабоплаване по река Дунав, обявява Дунавските княжества за автономни, налага на Русия да се откаже от искането си да защитава православните християни в Османската империя.
Кримската война и Парижкият мирен договор, подписан след края ѝ, бележат изключителния спад на влиянието на Руската империя в Югоизточна Европа и в Близкия изток, както и значителен спад във влиянието ѝ и на световната международна сцена.

## Културно развитие
Прекъснати от репресиите, последвали Декабристкото въстание, философските и литературните дискусии се възобновяват десетилетие по-късно сред интелектуалните кръгове в Москва е Петербург. Руският интелектуален елит горещо приветства идеите на немските философи Хегел и Шелинг. Повдигат се нови въпроси, включително и за характера и спецификата на различните нации.
През 1836 г. Пьотър Чаадаев публикува в списанието „Телескоп“ първото си философско писмо, в което защитава идеята, че Русия, която се намира в пресечната точка между Изтока и Запада, не принадлежи нито към едните, нито към другите: Руската империя е извън цивилизацията и не може да допринесе с нищо за развитието ѝ (според Чаадаев католицизмът е религията – носител на цивилизацията). По повод идеите на Чаадаев император Николай I забранява списание „Телескоп“, обявява Чаадаев за луд и го изпраща на заточение в Сибир. Чаадаев смекчава тезата си в своята „Апология на лудия“, като стига до убеждението, че Русия е влязла в историята чрез реформите на Петър Велики и може да има славно бъдеще, като хвърли всичките си сили в създаването на общата култура на християнството.
Но въпросът, поставен от Пьотър Чаадаев, става повод за размисъл и занимава руските интелектуални кръгове в продължение на години, като тези кръгове се разделят на две основни течения: славянофили и западници. Славянофилите се събират около философите Алексей Хомяков, Иван Киреевски, Иван Аксаков и Юрий Самарин. Те отхвърлят всяко твърдение за западния напредък и отстояват тезата за превъзходството на Русия над Запада. Отхвърлят управлението на Петър Велики, тъй като твърдят, че неговите реформи принуждават Русия да се отклони от своята национална съдба. Някои от представителите на течението Славянофилство се изказват в полза на икономическото развитие на империята, но настояват за напредък, който да остава верен на руските ценности и който да не предизвиква, както на Запад, изостряне на социалните противоречия.
От своя страна, поддръжниците на другото интелектуално течение – Западничество – се събират около литературния критик Висарион Белински, философа Александър Херцен и Петър Чаадаев. Те отхвърлят всяка идея за самобитност и неповторимост на руската историческа съдба и вярват, че Русия е неразделна част от Запада и от неговото развитие. Възхищават се от управлението на Петър Велики, тъй като смятат, че тогава Русия постига огромен напредък, и са убедени, че руската държава трябва да продължи своите усилия в тази насока.
С течение на годините, очертанията на двете идеологии – Славянофилство и Западничество – все повече се размиват: Чаадаев изглежда все по-малко убеден в първоначалните си идеи, Хомяков обявява подкрепата и одобрението си за Англия, а Херцен, безкомпромисен привърженик на Западничеството, но разочарован от буржоазните революции от 1848 г., се присъединява към идеите на славянофилите.
Въпреки изключително строгата цензура, наложена от Николай I, руската литература от този период преживява подем и дори започва да получава международно признание благодарение на творчеството на Пушкин, Лермонтов, Гогол, Тургенев, Толстой и много други. Не може да се каже, че признанието за това изключително развитие в литературата трябва да се отдаде на Николай I – по-скоро успява да стане факт въпреки него, тъй като цензурата достига изключителни размери по време на царуването му - безкрайните бюрократични проблеми, с които се борят с цензурата Пушкин, Гогол, лишаването от свобода и фалшивата екзекуция на Достоевски, изгнанието на Александър Херцен в Сибир, домашният арест на Чаадаев.
Балетът, въведен по пример на Франция, и класическата музика успяват твърдо да се наложат с композициите на Михаил Глинка.
Като голям почитател на френския театър, през 1833 г. Николай I радушно подкрепя откриването на Михайловския театър в Санкт Петербург, където на френски език се играят модерни за тази епоха пиеси.

## Завет
Николай I и твърдото му убеждение, че бъдещето на Русия е в запазването на крепостничеството и поддържането на строг консерватизъм, играят изключително важна роля по отношение на хода на руската история. Политиката, както вътрешна, така и външна, която провежда руският император Николай I, парализира политически и социално Русия в продължение на тридесет години във време, когато останалата част от Европа преминава през период на дълбоки промени. И неговият наследник, бъдещият император Александър II, е този, на когото предстои, в контекста на изключително политически и социално напрегнатата обстановка в руската държава, да поеме тежката задача по осъществяването на важните и необходими за Русия основни реформи, като премахването на крепостничеството и реформата на съдебната система.